# Камерано
Камерано (итал. Camerano) — коммуна в Италии, располагается в регионе Марке, в провинции Анкона.
Население составляет 7009 человек (2008 г.), плотность населения составляет 341 чел./км². Занимает площадь 20 км². Почтовый индекс — 60021. Телефонный код — 071.
Покровителем коммуны почитается Иоанн Креститель, празднование 29 августа.

## Демография
Динамика населения:

## Администрация коммуны
- Официальный сайт: http://www.comune.camerano.an.it/ Архивная копия от 13 июля 2012 на Wayback Machine